# Italian International 2021
Die Italian International 2021 fanden vom 16. Dezember bis zum 19. Dezember 2021 im PalaBadminton in Mailand statt. Es war die 21. Auflage der offenen internationalen Meisterschaften von Italien im Badminton.

## Sieger und Platzierte
| Disziplin    | Gold                            | Silber                                  | Bronze                             |
| ------------ | ------------------------------- | --------------------------------------- | ---------------------------------- |
| Herreneinzel | Alex Lanier                     | Jan Louda                               | Martin Bundgaard                   |
| Herreneinzel | Alex Lanier                     | Jan Louda                               | Karan Rajan Rajarajan              |
| Dameneinzel  | Edith Urell                     | Polina Buhrova                          | Daniella Gonda                     |
| Dameneinzel  | Edith Urell                     | Polina Buhrova                          | Ágnes Kőrösi                       |
| Herrendoppel | Kristian Kræmer Marcus Rindshøj | William Kryger Boe Christian Faust Kjær | Samy Corvée Yanis Gaudin           |
| Herrendoppel | Kristian Kræmer Marcus Rindshøj | William Kryger Boe Christian Faust Kjær | Rory Easton Zach Russ              |
| Damendoppel  | Stine Küspert Emma Moszczynski  | Leona Michalski Annabella Jäger         | Moa Sjöö Tilda Sjöö                |
| Damendoppel  | Stine Küspert Emma Moszczynski  | Leona Michalski Annabella Jäger         | Anastasiia Boiarun Alena Iakovleva |
| Mixed        | Jesper Toft Clara Graversen     | Rory Easton Annie Lado                  | Mihajlo Tomić Anđela Vitman        |
| Mixed        | Jesper Toft Clara Graversen     | Rory Easton Annie Lado                  | Lev Barinov Anastasiia Boiarun     |